# Église Saint-Médard de Domart-en-Ponthieu
L'église Saint-Médard est une église catholique située à Domart-en-Ponthieu, dans le département de la Somme, en France.

## Historique
Gautier et Bernard de Saint-Valery, seigneurs du lieu, fondèrent en 1118, l'église Saint-Médard qui était l'église du prieuré, dépendant de l'abbaye Saint-Germer-de-Fly, situé dans le village. Le clocher a été construit au XVIIe siècle. Ce dernier est protégé au titre des monuments historiques : inscription par arrêté du 4 mars 1926, puis l'église en totalité est inscrite monument historique en 2021.

## Caractéristiques

### Extérieur
L'église Saint-Médard perchée sur un promontoire domine le bourg de Domart. La tour-clocher du XVIIe siècle culmine à 28 m. Sa construction remonte aux années 1620-1635. À l'époque il était terminé par une flèche qui fut détruite dans l'incendie de la partie supérieure de la tour en 1645. Le clocher a révélé au cours de l'histoire sa fragilité : en 1669, un chaînage de fer dut être placé dans la maçonnerie ; le 11 décembre 1902, la foudre endommagea le clocher et la municipalité fit appel à l'architecte Paul Delefortrie pour restaurer le balustre de style flamboyant en pierre de savonnière, en 1970, la tour fut ceinte d’un triple corset de madriers toujours en place. La décoration sculptée du clocher s'étage le long de la tour sur la face sud : bas-reliefs architecturés encadrant des cariatides et des chimères ; blason des sires de Créquy (prunelier à sept branches) ; cadran solaire à chiffres arabes.

### Intérieur
L'intérieur de l'édifice conserve plusieurs objets et éléments de décor : un bénitier qui est en fait une coquille de tridacne géant portée par deux anges de style néo-gothique du XIXe siècle ; les culs-de-lampe de la nef sculptés de décors de feuillages ; le maître-autel orné de bas-reliefs représentant des scènes de l’Ancien et du Nouveau Testament (Mise au tombeau, la Pâque juive, le songe de Joseph partageant ses richesses sous une couronne de dentelle), sont eux aussi de style néo-gothique.
Plusieurs objets sont protégés au titre des monuments historiques : un panneau de chêne sculpté badigeonné de blanc, représentant saint Éloi porté sur un nuage, dans la chapelle du Sacré-Cœur (classée MH en 1905) provient de la cathédrale Notre-Dame d’Amiens. Elle est datée de 1782 et attribuée Jacques-Firmin Vimeux. Ce panneau fut offert à l’église de Domart en 1853 ; deux statues polychromes en bois du XVe siècle, représentant une Vierge de Pitié et une Vierge tenant un livre ont été dérobées en 1998 et retrouvées en 2006. 
Des verrières de la nef, des chapelles et du chœur sont ornées de vitraux du XIXe siècle provenant de plusieurs ateliers. Ceux du chœur, décorés de personnages saints accompagnés de leurs attributs sous des décors architecturés peints de grisaille ou de jaune d’argent, peuvent être attribués à l’atelier Étienne et Mouilleron de Bar-le-Duc. On reconnaît entre autres la charité de saint Martin.
Sur la pierre du maître-autel a été sculptée une Mise au tombeau : Nicodème et Joseph d'Arimathie, aidé par saint Jean, à gauche, la Vierge et à droite, Marie-Madeleine.